# Тодесфельде
Тодесфельде (нім. Todesfelde) — громада в Німеччині, розташована в землі Шлезвіг-Гольштейн. Входить до складу району Зегеберг. Складова частина об'єднання громад Лецен.
Площа — 17,24 км2. Населення становить 1068 ос. (станом на 31 грудня 2020).